# مشکات المصابیح
مشکات المصابیح نام کتابی نوشته شده توسط محمد بین عبدالله خطیب تبریزی است. این کتاب در اصل نسخهٔ گسترش یافتهٔ کتاب مصباح السنه اثر حسین بن مسعود بغوی می‌باشد. تبریزی در سال ۷۴۰ یا ۷۴۱ قمری فوت کرد. وی این کتاب را برای کسانی عرضه کرد که آشنایی زیادی با علم حدیث نداشتند. 